# Pro set

Pro Set Tight mit zwei parallel hinter dem Quarterback (QB) stehenden Runningbacks (ein Halfback (HB) und ein Fullback, FB) und zwei Wide Receivern (WR), links der „Split End“, rechts der „Flanker“.

Der Pro Set (auch Pro Formation) ist eine Formation der Offense im American Football. Sie zeichnet sich durch drei Receiver und zwei nebeneinander aufgestellten Runningbacks aus. Ihr Name bezieht sich auf den Entwicklungsort, die Profiliga National Football League (NFL).

## Geschichte
Mit der steigenden Popularität des Passspiels im Football Ende der 1940er erkannten die Trainer, dass ihre bisherigen Formationen für das Passspiel ungeeignet waren. Es ist nicht genau geklärt, wer die Formation erfand oder zuerst einsetzte. Sie wurde jedoch schnell von allen NFL-Teams aufgenommen. Besonders nachdem die Los Angeles Rams in der Saison 1950 aus dieser Formation mit 38,8 Punkten je Spiel einen neuen Rekord aufstellten, verhalf der Formation zu ihrem Endgültigen Durchbruch. In den 1960ern konnte Vince Lombardi mit der Pro Set fünf Titel gewinnen und auch die Miami Dolphins und Pittsburgh Steelers waren mit ihr in den 1970ern erfolgreich.

## Aufbau
Kennzeichnend für den Pro Set ist die Aufstellung von zwei Runningbacks, ein Halfback und ein Fullback, leicht nach innen versetzt, etwa vier Yards hinter den Offensive Tackles. Die fünfköpfige Offensive Line wird zu einer Seite mit einem Wide Receiver („Split End“), zur anderen Seite mit einem Tight End verstärkt. Als elfter Spieler steht schräg hinter dem Tight End ein zweiter Wide Receiver („Flanker“).

## Taktische Aspekte
Aus der Formation können die beiden Runningbacks im Vergleich zur konkurrierenden I-Formation schnell ihre Passrouten beginnen. Zudem ist ihr Einsatz als zusätzlicher Blocker gut möglich. Nachteilig ist jedoch, dass das Laufspiel stark eingeschränkt wurde. Laufspielzüge über die Außenseite, etwa Pitches und Sweeps können zwar gut durchgeführt werden, Läufe durch die Mitte sind jedoch aufgrund des fehlenden Vorblockers weniger effizient. Zudem wird viel Zeit benötigt, um Laufspielzüge sich entwickeln zu lassen. Aus der Pro Set sind jedoch verschiedene Angriffssysteme gut spielbar, so etwa die Power Running Offense (z. B. Green Bay Packers unter Lombardi), die West Coast Offense (z. B. San Francisco 49ers unter Bill Walsh) oder die Vertical Offense (z. B. Rams Anfang der 1950er).

## Gebräuchliche Variationen
Grundsätzlich existieren vier Varianten der Pro Set: Die Pro Set Strong, die Pro Set Weak, die Pro Set Tight und die Pro Set Wide. Bei der Pro Set Strong wird der Halfback hinter den Quarterback gestellt, bei der Pro Set Weak der Fullback. Dadurch ergeben sich zusätzliche taktische Möglichkeiten im Laufspiel, da nun ein Vorblocker verwendet werden kann und Läufe durch die Mitte vereinfacht werden. Bei der Pro Set Tight stellen sich beide Runningbacks hinter den Guards auf. Dadurch wird ebenfalls das Laufspiel gestärkt. Bei der Pro Set Wide werden die Runningbacks auf Höhe der Außenschulter der Tackles oder noch weiter außen aufgestellt. Dies verhindert ihren Einsatz im Laufspiel nahezu, verbessert ihren Einsatz im Passspiel jedoch erheblich.